# Ajain
Ajain är en kommun i departementet Creuse i regionen Nouvelle-Aquitaine i de centrala delarna av Frankrike. Kommunen ligger i kantonen Guéret-Nord som tillhör arrondissementet Guéret. År 2022 hade Ajain 1 028 invånare.

## Befolkningsutveckling
Antalet invånare i kommunen Ajain
Referens:INSEE